# فرهنگ تجاوز

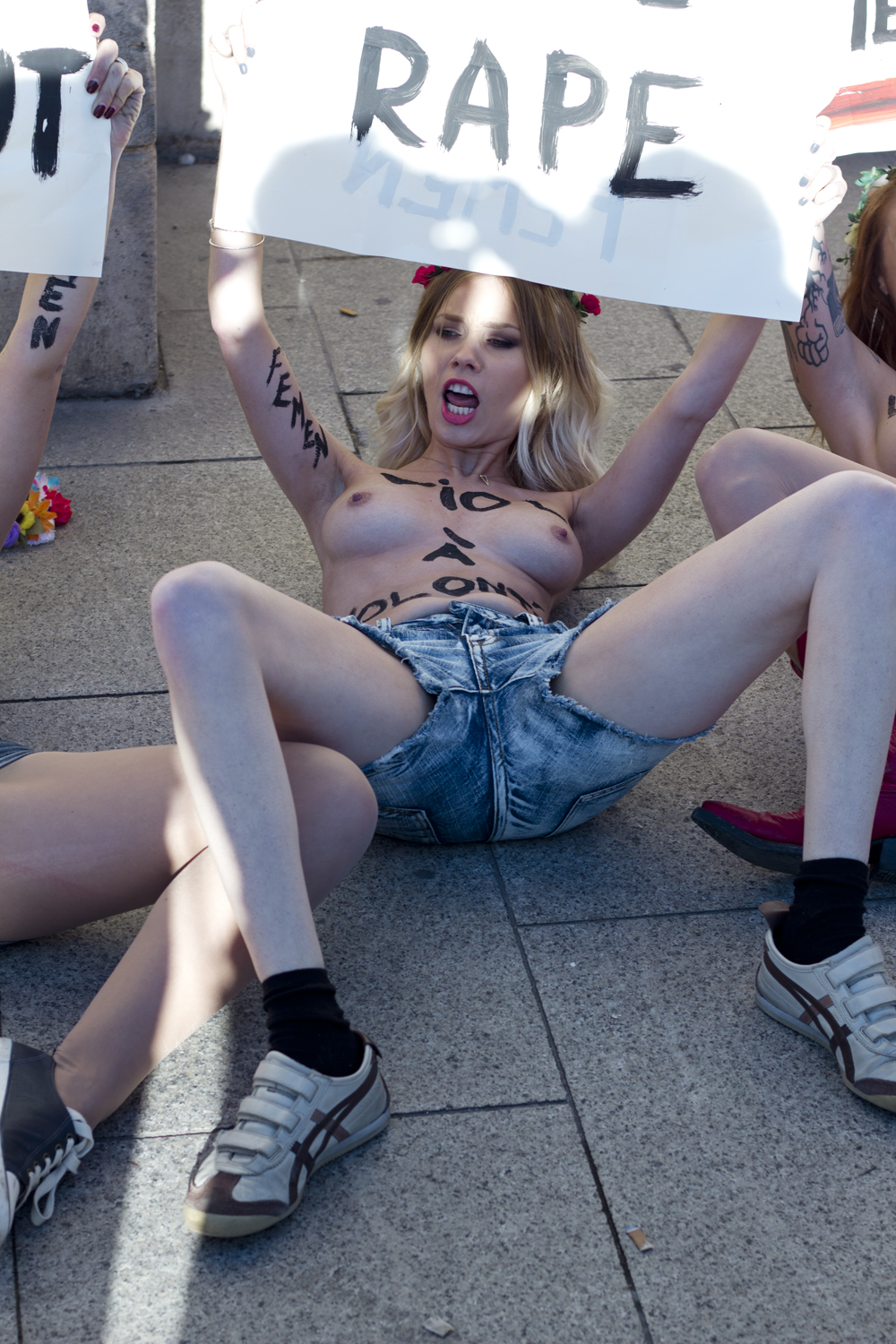
دختری با نگه داشتن متن "Rape" به معنای تجاوز در بالای سر خویش و همچنین اعتراض با سینه‌لختی

فرهنگ تجاوز یک مفهوم جامعه‌شناختی است بر پایهٔ موقعیتی که تجاوز در جامعه فراگیر شده و عادی تلقی شود.
جامعه‌شناسی فرهنگ تجاوز به صورت دانشگاهی از سوی فمینیست‌ها مورد مطالعه قرار گرفت اما همچنان اختلاف‌هایی بر سر تعریف فرهنگ تجاوز و معیارهایی که در جوامع گوناگون به عنوان فرهنگ تجاوز دانسته می‌شود، وجود دارد. رفتارهای مرتبط با فرهنگ تجاوز عبارتند از: سرزنش قربانی، استفادهٔ ابزاری از افراد، ناچیز شمردن تجاوز، انکار گسترش تجاوز، سر باززدن از پذیرش آسیب‌های ناشی از برخی خشونت‌های جنسی یا ترکیبی از این موارد. از مفهوم فرهنگ تجاوز برای توصیف و توضیح این رفتار در میان گروه‌های گوناگون اجتماعی استفاده شده‌است مانند تجاوز در زندان یا استفاده از تجاوز جنسی در جنگ به عنوان ابزار جنگ روانی.
شواهدی وجود دارند که فرهنگ تجاوز را با دیگر رفتارها و عوامل اجتماعی همبسته می‌داند. پژوهشگران دریافته‌اند که رفتارهایی مانند افسانه‌سازی از تجاوز، سرزنش قربانی و ناچیز انگاشتن تجاوز با ناهنجاری‌هایی مانند نژادپرستی، هوموفوبیا، سن گرایی، نابردباری دینی، اختلاف طبقاتی و دیگر گونه‌های تبعیض مرتبط است.